# 루스 화이트

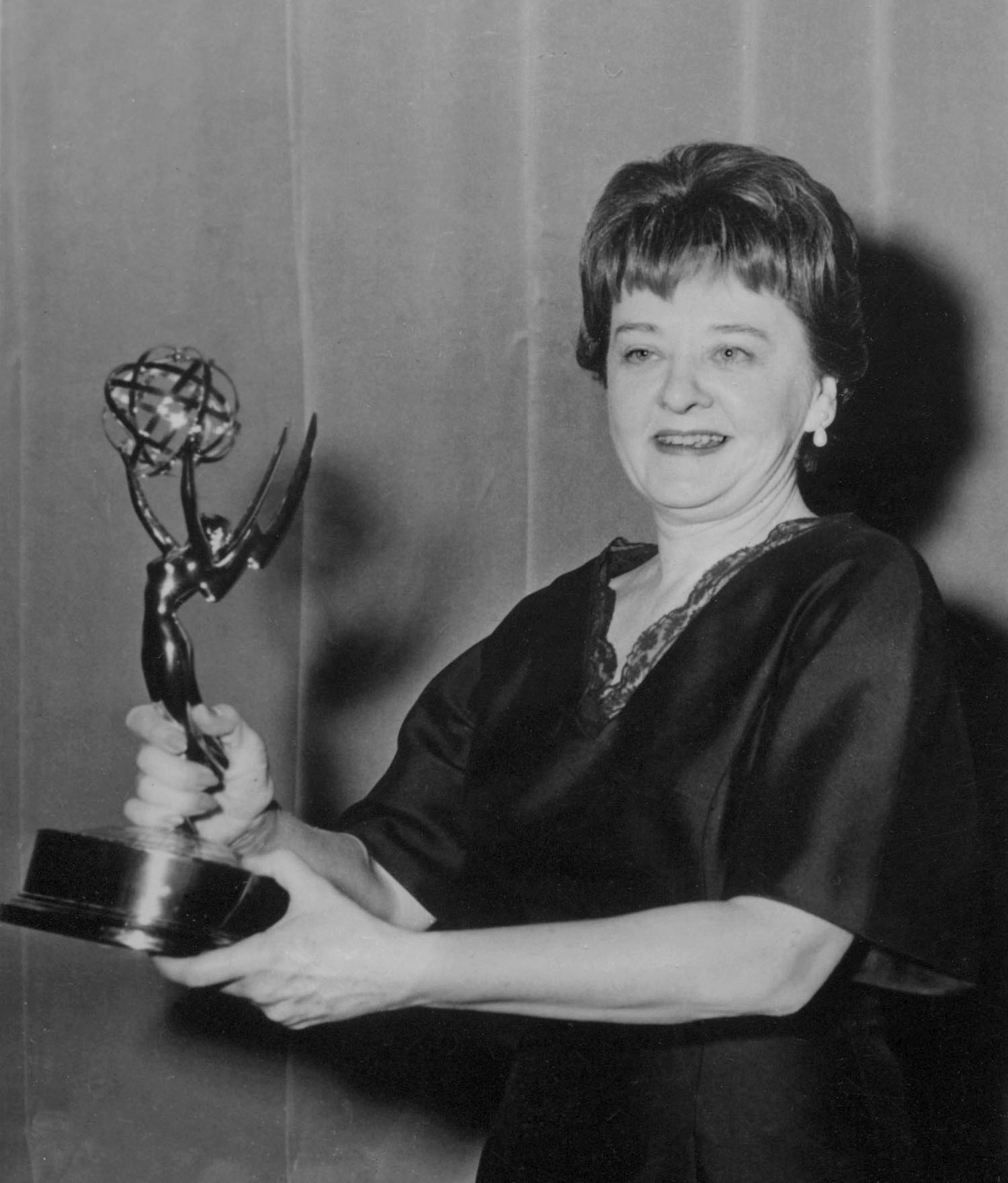

루스 화이트(Ruth White, 1914년 4월 24일 ~ 1969년 12월 3일)는 미국의 연극 배우, 영화배우, 텔레비전 배우이다.
퍼스앰보이에서 태어났으며 미들섹스군 (뉴저지주)에서 사망하였다. 사인은 암이다.

## 영화
- 리버스 (1969년)
- 미드나잇 카우보이 (1969년) - 샐리 벅 역
- 찰리 (1968년)
- 타이거 메이크 아웃 (1967년) - 미시즈 켈리 역
- 집행자 (1967년)
- 팔레스타의 영웅 (1966년)
- 베이비 (1965년)
- 도망자 (1963년)
- 알라바마 이야기 (1962년) - 드보즈 부인 역
- 도시의 가장자리 (1957년)
- 스튜디오 원 (1948년)